# Pulp Fiction
Pulp Fiction (conocida como Tiempos violentos en Hispanoamérica) es una película estadounidense de 1994 escrita y dirigida por Quentin Tarantino. El guion está basado en historias que el mismo Tarantino desarrolló en colaboración con Roger Avary durante los años 1992 y 1993, incluyendo escenas que originalmente habían sido escritas para True Romance. A partir de una narrativa no lineal, la película entrelaza varias historias cuyos protagonistas son miembros del crimen organizado de Los Ángeles. Los diálogos estilizados, la mezcla de humor y violencia y su tono irónico distinguen a la película. Su nombre deriva de las revistas de literatura pulp y las novelas gráficas hard boiled, muy populares a mediados del siglo XX, conocidas por su violencia gráfica y su prosa dura. Es protagonizada por John Travolta, Uma Thurman, Samuel L. Jackson, Harvey Keitel, Bruce Willis y Tim Roth, entre otros. Es considerada una de las cintas más representativas de la obra del director estadounidense, siendo una de las obras que lo consagró como cineasta.
Se estrenó el 21 de mayo de 1994 en el Festival de Cine de Cannes, donde consiguió la Palma de Oro. Posteriormente, fue galardonada con el Globo de Oro al mejor guion y obtuvo siete candidaturas en la 67.ª edición de los Premios Óscar (entre ellos mejor película y mejor director) y, aunque solo obtuvo el Óscar al mejor guion original, recibió más de cuarenta premios internacionales y otras tantas nominaciones.[cita requerida] En 2013, la película fue considerada «cultural, histórica y estéticamente significativa» por la Biblioteca del Congreso de Estados Unidos y seleccionada para su preservación en el National Film Registry. y hoy es propiedad de Paramount Pictures.
Pulp Fiction está considerada como uno de los principales representantes del cine posmoderno. Además, su estructura y su estilo poco convencionales la han convertido en una película de culto cuya influencia se ha dejado sentir en otras películas, así como en otros campos culturales.

## Argumento

### Estructura narrativa
Pulp Fiction está narrada en un orden no cronológico y cuenta tres historias entrelazadas. La primera de ellas sigue al asesino a sueldo Vincent Vega mientras se ocupa de cuidar de Mia Wallace. El boxeador Butch Coolidge es el protagonista de la segunda y, finalmente, la tercera concierne al compañero de Vincent, Jules Winnfield. Las tres historias están relacionadas entre ellas para formar una intriga que ha sido descrita como «una trama por episodios, con acontecimientos circulares que tienen un principio y un final y en cuyos desarrollos se incluyen elementos y referencias a los otros episodios». Estas tres historias están repartidas a lo largo de las seis partes de la película:
| Orden de la película | Orden de sucesos |
| --- | --- |
| 1. El desayuno (Primera parte) 2. Vincent y Jules 3. Vincent Vega y la esposa de Marsellus Wallace 4. Preludio de El reloj de oro (monólogo del capitán Koons) 5. El reloj de oro 6. La situación con Bonnie 7. El desayuno (Segunda parte) | 1. Preludio de El reloj de oro (monólogo del capitán Koons) 2. Vincent y Jules 3. La situación con Bonnie 4. El desayuno 5. Vincent Vega y la esposa de Marsellus Wallace 6. El reloj de oro |

### Prólogo
La película comienza por la mañana, en una cafetería de Los Ángeles donde se encuentra una pareja de jóvenes criminales, Pumpkin (a quien Jules llama Ringo) y Yolanda (llamada también Honey Bunny) (Tim Roth y Amanda Plummer). Ambos discuten acerca de los riesgos que comporta su actividad y, finalmente, se deciden a atracar la misma cafetería en la que están. Se produce entonces el primer corte en la película y comienzan los créditos iniciales al ritmo de Misirlou.

### Preludio aVincent Vega y Mia Wallace, la esposa de Marsellus Wallace
Dos criminales vestidos de traje se encuentran en un coche en movimiento: Jules Winnfield (Samuel L. Jackson) y su compañero Vincent Vega (John Travolta), de carácter más relajado y que acaba de regresar de Ámsterdam. Tienen la misión de recuperar un maletín robado de contenido desconocido que pertenece a su jefe, Marsellus Wallace (Ving Rhames). Antes de comenzar con la tarea, charlan acerca de algunos temas (las diferencias entre la vida en Europa y en los Estados Unidos, las hamburguesas, etc.) y Vincent le comenta a Jules que Marsellus le ha encargado que le haga compañía a su esposa, Mia (Uma Thurman) durante una noche. Luego, armados con sus pistolas, irrumpen en una habitación en la que están desayunando los jóvenes delincuentes que intentaron sustraerle el maletín a Marsellus, Brett (Frank Whaley), Roger (Burr Steers) y Marvin (Phil LaMarr), quien resulta ser amigo de Jules. Finalmente, recuperan el maletín y, como se dice que es habitual en él, Jules cita un pasaje de la Biblia (que estaría en el Libro de Ezequiel) antes de acabar con la vida de Brett.

### Vincent Vega y la esposa de Marsellus Wallace
Vincent y Jules se encuentran en un club de striptease para devolverle el maletín a Marsellus y, sorprendentemente, han cambiado sus elegantes trajes por ropa de playa. Al llegar, Marsellus le está entregando dinero a Butch Coolidge (Bruce Willis), un boxeador al final de su carrera, para que este pierda su último combate. Al finalizar, Jules y Vincent le entregan el maletín a Marsellus y se produce un pequeño encontronazo verbal entre Vincent y Butch.
Más tarde y tras haber visitado a su camello Lance (Eric Stoltz), Vincent llega a la casa de Mia. La recoge y se dirigen al Jack Rabbit Slim's, un restaurante ambientado en la temática de la década de los 50 donde los camareros son dobles de famosos actores de entonces. Allí Mia se presenta voluntaria a un concurso de Twist. Pide a Vincent que participe con ella y ganan. Aparecen luego entrando en la casa de los Wallace, donde se deja entrever la buena relación entre ambos. Entonces Vincent se dirige al baño y allí toma la decisión de regresar a casa, pero mientras tanto, Mia encuentra en los bolsillos del abrigo de Vincent el paquete de heroína que Vincent le había comprado a Lance. Creyendo que se trataba de cocaína, la inhala y, cuando Vincent vuelve del baño, se encuentra a Mia en estado semicomatoso a causa de la sobredosis. Vincent decide llevar a Mia a casa de Lance y, una vez allí, aunque Lance se negaba a ayudarle al principio bajo el argumento que sus clientes saben usar la mercancía y con ayuda de Jody (Rosanna Arquette), la esposa de Lance, Vincent administra una dosis de adrenalina en pleno corazón de Mia. Así, la joven mujer recupera bruscamente la conciencia y, antes de separarse, decide con Vincent no volver a mencionar el incidente.

### Preludio aEl reloj de oro
Mientras duerme en el vestuario antes de su último combate, Butch Coolidge tiene un sueño en el que recuerda su infancia. En el mismo, el capitán Koons (Christopher Walken), amigo de su padre muerto en la guerra de Vietnam, le hace entrega de un reloj de oro que había pertenecido durante generaciones a la familia Coolidge.

### El reloj de oro
Butch se despierta entonces repentinamente y, a pesar del acuerdo con Marsellus, gana el combate, llevándose así todo el dinero de las apuestas. Huye rápidamente del lugar y se refugia en un pequeño hotel con su novia Fabienne (Maria de Medeiros) antes de huir definitivamente del país. Sin embargo, Fabienne había olvidado recoger el reloj de oro del apartamento de ambos, por lo que Butch se arriesga y vuelve para intentar recuperarlo.
Allí se encuentra con que Marsellus había enviado a Vincent Vega para ocuparse de él. Sin embargo, cuando Butch llega, Vincent se encuentra en el baño, lo que el exboxeador aprovecha para dispararle con su propia metralleta, matandolo y después se escapa de la escena del crimen dejando el cuerpo muerto de Vincent en el baño y su metralleta en un sillón. Mientras vuelve en coche al motel donde se encontraba su novia, Butch se encuentra en un paso de peatones con Marsellus en persona y lo atropella. Tras esto y tras golpear a otro vehículo, Butch es perseguido por Marsellus, ambos mareados y algo desorientados por semejantes lesiones sufridas hasta que los dos se encuentran golpeándose en una tienda de empeños. Allí, Maynard (Duane Whitaker), dueño de la tienda, les hace prisioneros y hace acudir a Zed (Peter Greene). Este viola a Marsellus mientras que Butch consigue liberarse e intenta escapar. Sin embargo, en el último momento decide volver y rescatar a Marsellus. Para ello, se arma con una katana e hiere mortalmente a Maynard. A continuación, amenaza a Zed, pero Marsellus dispara a este último con una escopeta. Entonces Marsellus le aclara la situación a Butch y le dice que todo está perdonado, a condición de que nunca hable de lo que sucedió en la tienda y de que no vuelva a Los Ángeles, bajo amenaza de muerte. Después Butch vuelve al motel con Fabienne en la chopper de Zed.

### La situación con Bonnie
De nuevo en el apartamento con Jules y Vincent, un cuarto joven (Alexis Arquette) sale de repente del baño y dispara contra los dos gánsteres, pero Jules y Vincent, milagrosamente intactos, acaban con él. Mientras Vincent interroga a Marvin, su informador, sobre por qué no les había dicho que había alguien en el baño, Jules se queda reflexionando sobre la razón de su supervivencia. Mientras mira los agujeros de bala en la pared, llega a la conclusión de que se trata de una intervención divina.
La conversación continúa más tarde en el coche, donde Jules le comenta a Vincent que va a dejar su vida actual. Este no le toma en serio y decide preguntarle a Marvin, que se encontraba en el asiento trasero, si él también piensa que se trató de una intervención divina. No obstante, por accidente, Vincent dispara a Marvin en la cabeza antes de haber planteado completamente la pregunta, dejando el coche lleno de sangre. Ante la situación, Jules llama a su amigo Jimmy (Quentin Tarantino), quien vive cerca de donde están. Allí dejan el coche en el garaje y, ante el enfado de Jimmy, quien les dice que están poniendo su matrimonio en peligro, Jules contacta con Marsellus Wallace para pedirle ayuda. Al final, este decide enviarle al Sr. Winston Wolf "El Lobo" (Harvey Keitel), alguien que se encarga de «solucionar problemas». Bajo las órdenes del Lobo, lavan el coche, esconden el cadáver y los restos de Marvin y se ponen ropa de playa en lugar de sus trajes, que habían sido manchados. A continuación, se deshacen del vehículo, se despiden del Sr. Lobo y se van a desayunar al restaurante donde se encontraban Pumpkin y Honey Bunny.

### Epílogo
Mientras, en la cafetería, Vincent se retira un momento al baño, los dos jóvenes atracadores comienzan el asalto. Jules, como los otros clientes, le entrega su cartera a Pumpkin, pero este le ordena que abra el maletín. Cuando Jules lo abre, Pumpkin queda fascinado por lo que ve y Jules aprovecha el momento para agarrar su pistola y tomar el control de la situación. Yolanda apunta entonces a Jules, pero Vincent sale del baño a tiempo para apuntar a Yolanda, en una especie de duelo a la mexicana. Como primer acto de redención de su nueva vida, Jules pronuncia la célebre frase de Ezequiel y permite que Pumpkin y Yolanda se vayan con el dinero, simbólicamente comprando el perdón y la vida de los asaltantes, pero no les deja el maletín. Para finalizar, se ve a Vincent y Jules saliendo de la cafetería dispuestos a entregarle el maletín a Marsellus.

## Reparto y personajes
Pulp Fiction cuenta con un reparto coral integrado principalmente por:
- John Travolta - Vincent Vega
- Uma Thurman - Mia Wallace
- Samuel L. Jackson - Jules Winnfield
- Bruce Willis - Butch Coolidge
- Tim Roth - Pumpkin o Ringo
- Amanda Plummer - Yolanda o Honey Bunny
- Ving Rhames - Marsellus Wallace
- Maria de Medeiros - Fabienne
- Harvey Keitel - Winston Lobo
- Eric Stoltz - Lance
- Christopher Walken - Capitán Koons
- Rosanna Arquette - Jody

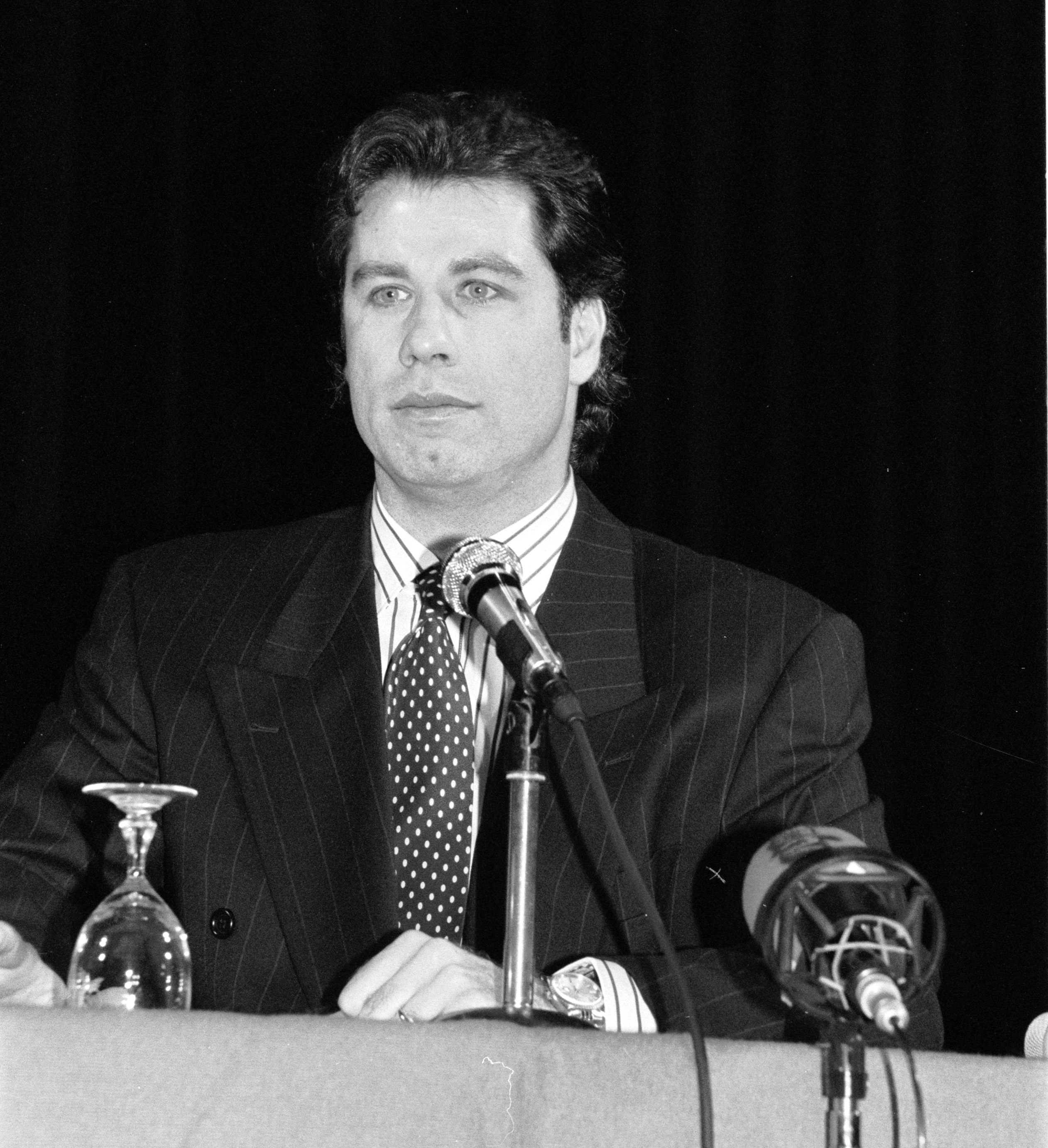
John Travolta
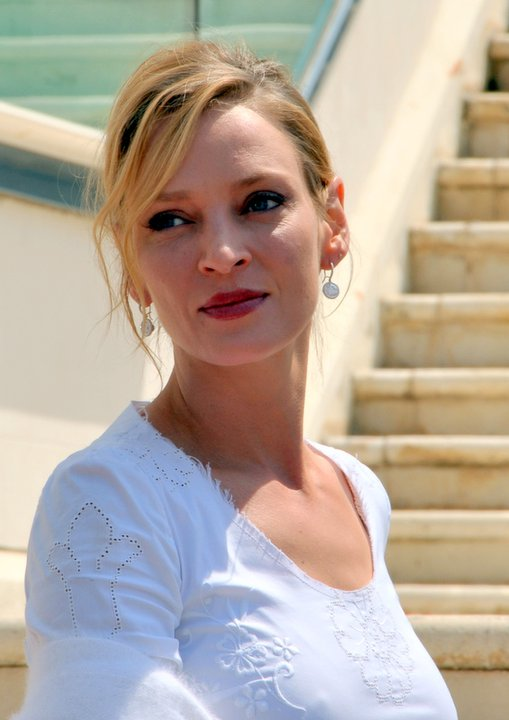
Uma Thurman
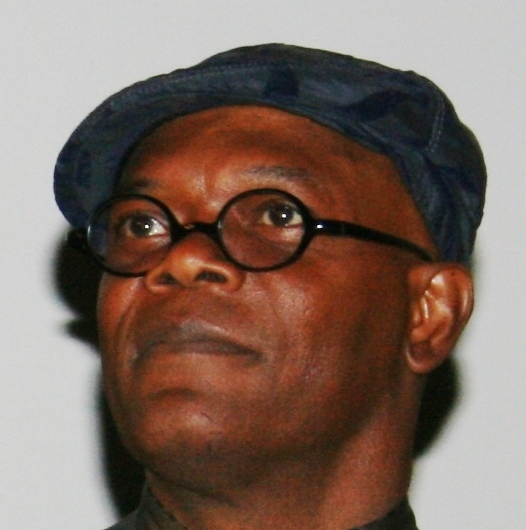
Samuel L. Jackson
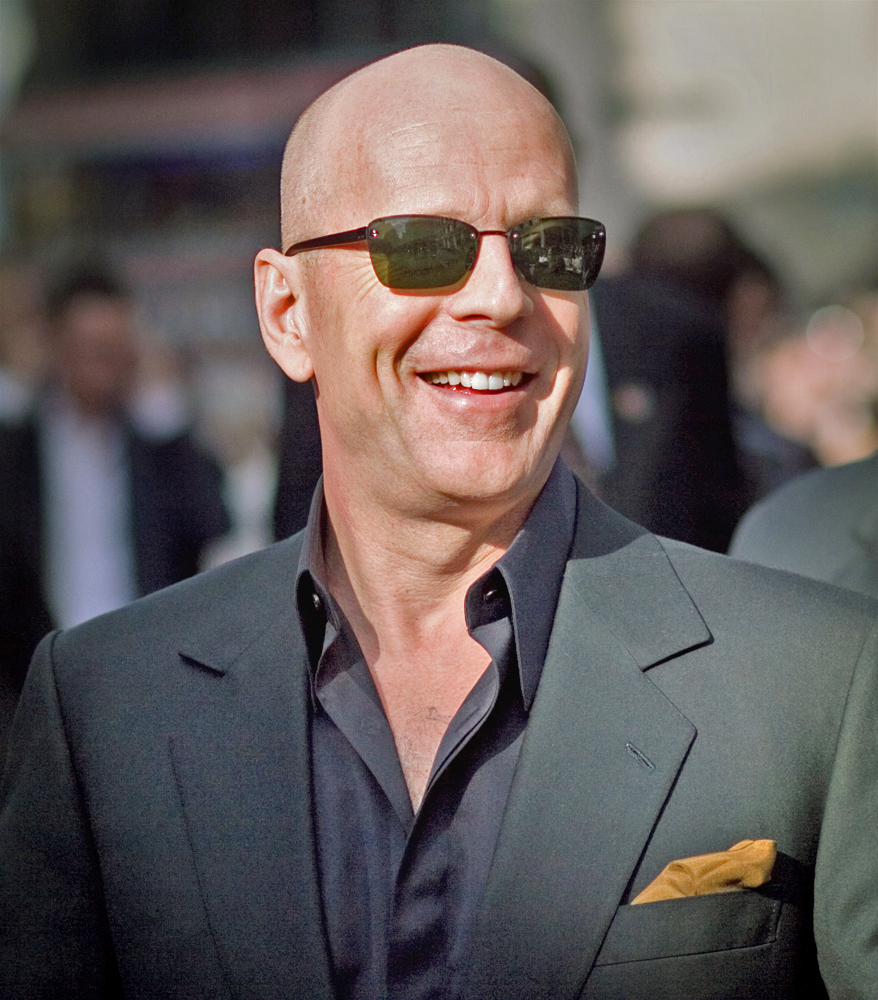
Bruce Willis

### Papeles menores
- Paul Calderon - Paul
- Bronagh Gallagher - Trudi
- Peter Greene - Zed
- Stephen Hibbert - The Gimp
- Angela Jones - Esmarelda Villalobos
- Phil LaMarr - Marvin
- Robert Ruth
- Julia Sweeney - Raquel
- Quentin Tarantino - Jimmie Dimmick
- Frank Whaley - Brett
- Duane Whitaker - Maynard
- Burr Steers - Roger
- Susan Griffiths - Marilyn Monroe
- Steve Buscemi - Buddy Holly
- Venessia Valentino - Bonnie Dimmick
- Alexis Arquette - El cuarto hombre
- Kathy Griffin - Kathy Griffin

## Producción

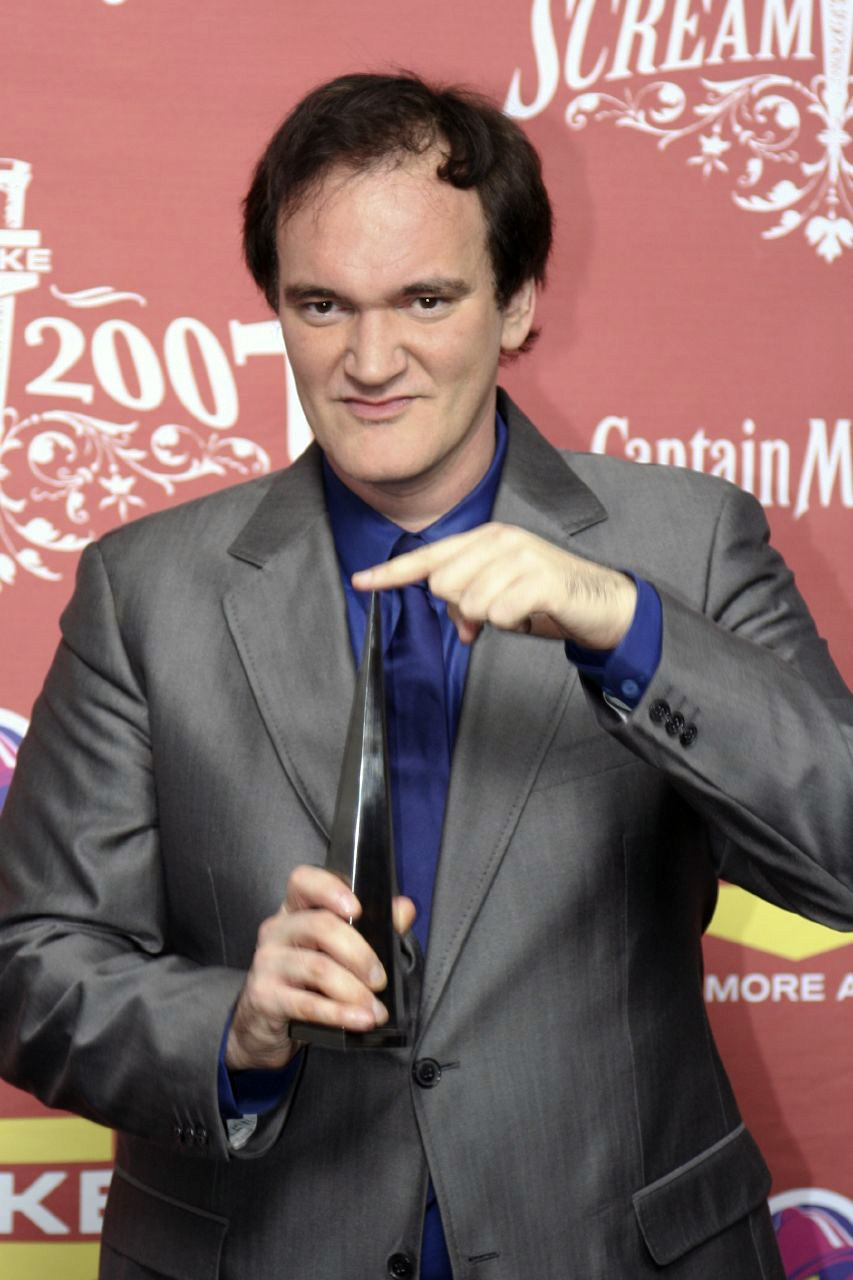
Quentin Tarantino

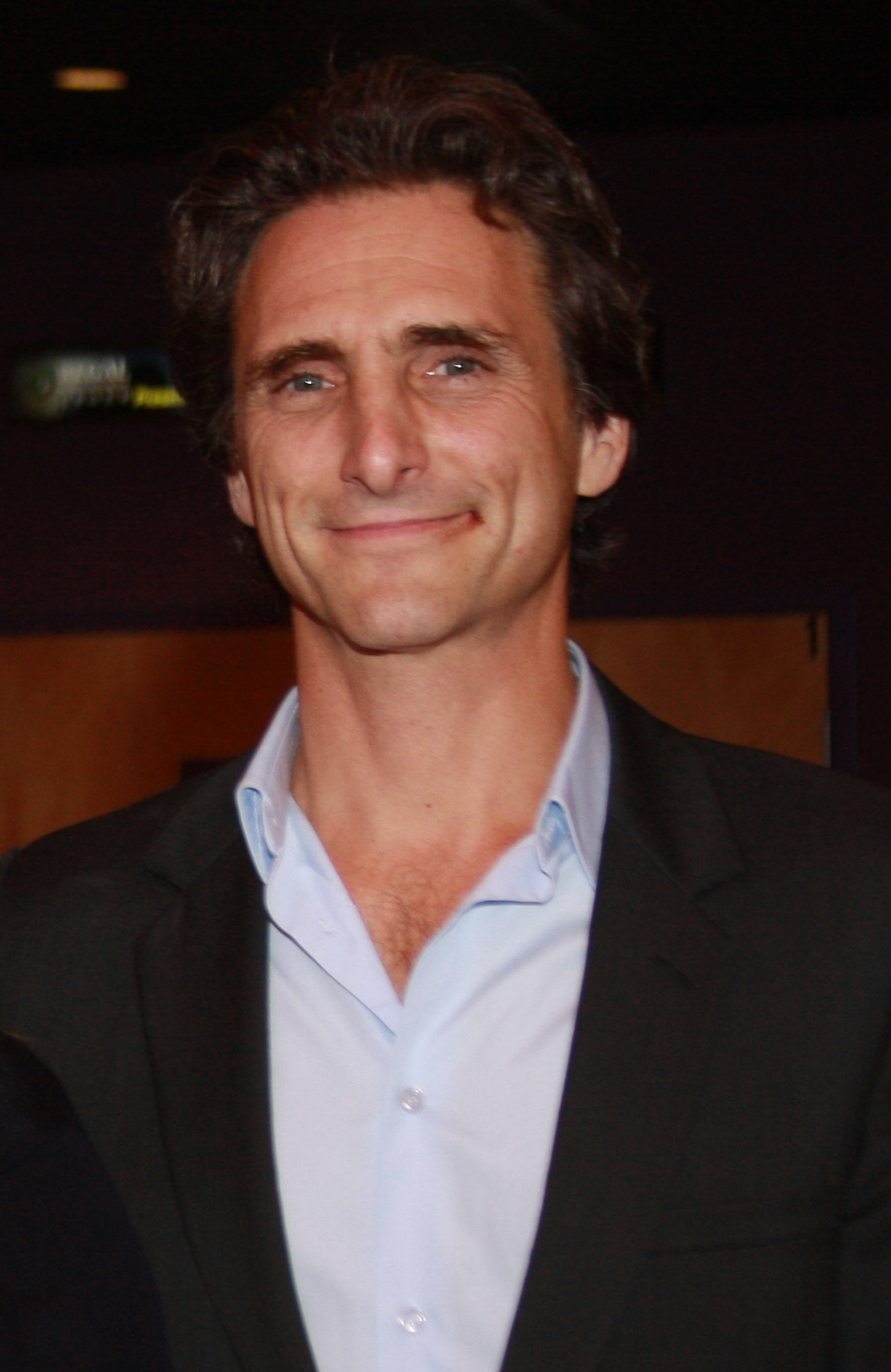
Lawrence Bender

Quentin Tarantino escribió el guion de Pulp Fiction a finales de 1992 en un apartamento de Ámsterdam, donde no había teléfono ni fax; de vuelta a Los Ángeles, contó con la ayuda de Linda Chen, secretaria del guionista y director de cine Robert Towne, que le ayudó a mecanografiarlo y así de esta manera ser más fácil moverlo entre los productores de Hollywood. Los ejecutivos de TriStar Pictures rechazaron el guion de un Tarantino, que ya tenía un cierto prestigio, tras Reservoir Dogs y los guiones de True Romance y Natural Born Killers.
El personaje de Vincent Vega inicialmente iba a llamarse Vic Vega, ya que Michael Madsen repetiría el papel que interpretó en Reservoir Dogs. Finalmente, al declinar Madsen la invitación para intervenir en la cinta por integrarse al elenco de Wyatt Earp, el nombre del personaje cambió a Vincent Vega y Daniel Day-Lewis fue considerado para sustituirlo aunque finalmente Tarantino eligió a John Travolta para interpretar el rol.
Para el papel de Mia Wallace se consideró a Molly Ringwald, Holly Hunter, Patricia Arquette, Isabella Rossellini, Meg Tilly, Alfre Woodard, Amy Irving, Kim Basinger, Melanie Griffith, Meg Ryan, Michelle Pfeiffer, Bridget Fonda y Helen Slater. Tarantino también llegó a pensar en Julia Roberts, pero su salario era demasiado alto para una película de bajo presupuesto. Finalmente y después de varias audiciones, la elegida fue Uma Thurman.
El papel de Butch Coolidge inicialmente iba a ser protagonizado por Harrison Ford. Después de que Ford abandonara el proyecto, Tarantino pensó brevemente en Sylvester Stallone o Michael Biehn, hasta que seleccionó a Bruce Willis para el papel.
La película se rodó entre el 20 de septiembre y 30 de noviembre de 1993 y se estrenó en el festival de cine de Cannes de 1994, donde recibió la Palma de Oro. El 14 de octubre de 1994 tuvo su estreno en los Estados Unidos, con grandes elogios por la crítica. Pulp Fiction recaudó 214.179.088 dólares a nivel mundial, lo que la puso entre las películas más taquilleras de 1994-1995.

## Doblaje
| Actor              | Personaje           | Doblaje México[cita requerida] | Doblaje España       |
| ------------------ | ------------------- | ------------------------------ | -------------------- |
| John Travolta      | Vincent Vega        | Israel Magaña                  | Salvador Vidal       |
| Uma Thurman        | Mia Wallace         | Sarah Souza                    | Mercedes Montalá     |
| Samuel L. Jackson  | Jules Winfield      | Octavio Rojas                  | Miguel Ángel Jenner  |
| Bruce Willis       | Butch Coolidge      | Mario Castañeda                | Ramón Langa          |
| Tim Roth           | Ringo Pumpkin       | Roberto Molina                 | Alfonso Vallés       |
| Ving Rhames        | Marsellus Wallace   | Carlos Magaña                  | Pepe Mediavilla      |
| Harvey Keitel      | Winston Lobo Wolfe  | Blas García                    | Jesús Ferrer         |
| Amanda Plummer     | Yolanda Honey Bunny | Rebeca Patiño                  | Alicia Laorden       |
| Frank Whaley       | Brett               | Benjamín Rivera                | Alberto Mieza        |
| Rosanna Arquette   | Jody                | Marina Huerta                  | Rosa María Hernández |
| Peter Greene       | Zed                 | Gonzalo Curiel                 | Luis Posada          |
| Christopher Walken | Capitán Koons       | Jesse Conde                    | Antonio García Moral |
| Gary Shorelle      | Ricky Nelson        | Arturo Mercado                 | Rafael Torres        |
| Eric Stoltz        | Lance               | Arturo Casanova                | Salvador Vives       |
| Paul Calderon      | Paul                | Ricardo Mendoza                |                      |
| Duan Whitaker      | Maynard             | Ismael Castro                  | Rafael Calvo         |
| Quentin Tarantino  | Jimmy Dimmick       | Alejandro Mayén                | Luis Fenton          |
| María de Medeiros  | Fabienne            | Dulce Guerrero                 | Nuria Mediavilla     |
| Phil LaMarr        | Marvin              | Ricardo Hill                   | Xavier Fernández     |
| Julia Sweeney      | Raquel              | Ilia Gil                       |                      |
| Steve Buscemi      | Buddy Holly         | Alejandro Illescas             | Xavier Fernández     |

Estudio de doblaje México: SISSA - Oruga (Servicio Internacional de Sonido o Compañía Latinoamericana de Doblaje o CLADSA), Dirección de doblaje: Carlos Magaña.[cita requerida]

## Análisis

### Género
El género de la película ha sido especialmente difícil de reconocer, por lo que analistas y críticos han dado varias hipótesis. Ha sido etiquetada como una comedia negra, así como cine neo-noir. No obstante, el crítico Geoffrey O'Brien ha rechazado esta asociación con el cine negro, afirmando que «las pasiones del viejo cine negro, su melancolía y sus escenas de muerte dignas de una ópera estarían totalmente fuera de lugar en el centelleante país de las maravillas que Tarantino ha creado», por lo que a su juicio el filme no es «ni cine negro ni neo-noir». Nicholas Christopher, por su parte, sitúa a la obra más como una parodia del cine de gánsteres que como una obra del cine neo-noir. El crítico Foster Hirsch ha sugerido que el propio «paisaje psicodélico imaginario» de la película la caracteriza mucho más que cualquier etiqueta.
Quentin Tarantino había indicado su intención de hacer una película al estilo de la revista Black Mask, que popularizó las historias de detectives y las novelas negras. O'Brien vio el resultado asimismo ligado «fuertemente a otra forma tradicional de las revistas pulp: los cuentos fantásticos y de terror que escribían autores como William Irish o Fredric Brown, un mundo de coincidencias improbables y bromas crueles que Pulp Fiction ha hecho propio».

### Pulp Fictioncomo obra posmoderna
Pulp Fiction está considerada como uno de los principales representantes del cine posmoderno, caracterizado por «una fuerza visceral tan intensa que rechaza el deseo de alcanzar cualquier sentido profundo». Por su parte, Alberto Morsiano escribió que «el impresionante formato en cinemascope realizado por Tarantino y su notable director de fotografía Andrzej Sekuła enmarca a menudo los objetos con primeros planos y ofrece contrastes muy marcados que recuerdan a las estrategias visuales de Sergio Leone», reconocido por Tarantino como uno de sus modelos a seguir.
Las numerosas alusiones a la cultura popular presentes en la película (desde la imagen de la falda de Marilyn Monroe hasta los diferentes tipos de hamburguesas mencionados) han contribuido a su vez a que muchos críticos encuadren la obra dentro del Posmodernismo. El crítico David Walker ha calificado a Pulp Fiction como la «obra maestra posmoderna» de Tarantino, remarcando que «está marcada por la veneración hacia los años 50 y sus continuas referencias burlescas aunque respetuosas a otras películas».

### Una película con forma de homenaje
Pulp Fiction es una película repleta de homenajes a otros filmes, hasta el punto de que se ha llegado a calificar a Tarantino como un «cleptómano del cine». Particularmente, dos escenas han llamado la atención acerca de la intertextualidad de la película: la escena del baile entre Uma Thurman y John Travolta y el momento en el que Butch Coolidge y Marsellus Wallace se enfrentan a sus torturadores.
La escena del baile ha sido percibida como una referencia a otras películas de Travolta, en concreto Saturday Night Fever y Grease, aunque Tarantino atribuyó su inspiración a Bande à part de Jean-Luc Godard. Según las palabras del propio Tarantino: 

Todo el mundo piensa que he escrito esa escena para hacer bailar a John Travolta, pero la escena ya existía antes de confirmar la presencia de Travolta... mis escenas musicales preferidas son las de las películas de Godard porque salen de ninguna parte. Es contagioso, familiar. Y el hecho de que no sea una película musical, sino que detiene el tiempo en una escena musical lo hace todo más suave.
Quentin Tarantino

De igual modo, todo el capítulo entre Vincent Vega y Mia Wallace reproduce la trama de Scarface, entre Tony Montana y Elvira Hancock, donde el matón se enamora de la esposa de su jefe. Incluso el baile que hace Elvira en el club Babylon es similar al de Mia Wallace.
Por otro lado, la escena en la que Marsellus Wallace cruza la calle delante del coche de Butch Coolidge y remarca su presencia girando la cabeza evoca la escena donde el jefe de Marion Crane la ve en circunstancias similares en Psicosis. Marsellus y Butch son hechos prisioneros por Maynard y Zed, «dos sádicos salidos de Deliverance», la película de 1972 de John Boorman. Zed lleva el mismo nombre que el personaje interpretado por Sean Connery en Zardoz, otra película de Boorman. Cuando Butch decide rescatar a Marsellus, se va encontrando con múltiples artículos que le pueden servir de arma y que han sido entendidos como alusiones a otras cintas: el martillo de La masacre de Toolbox; el bate de béisbol de Walking Tall y The Untouchables; la motosierra de La matanza de Texas, Terroríficamente muertos y Mega Vixens; y finalmente la katana de las numerosas películas de chanbara. Después de ser rescatado por Butch, Marsellus pronuncia la frase «quiero que disequen a este colega, empleando un soplete y un par de alicates», que recuerda a una frase similar aparecida en la película de Don Siegel de 1973 Charley Varrick y que es pronunciada por un personaje llamado Maynard.

### Temas destacados

#### El misterioso maletín
El misterioso maletín perteneciente a Marsellus Wallace y cuya combinación de apertura es 666, el número de la Bestia, es para Tarantino un simple MacGuffin, cuyo único propósito es servir al desarrollo de la trama. En palabras del propio Tarantino, «el maletín contiene cualquier cosa que quieras que tenga». En un principio, el maletín iba a contener diamantes (tal vez los que aparecían en Reservoir Dogs), pero, pensando que era demasiado común, Tarantino decidió omitir el contenido. En su lugar y de cara al rodaje se situó en su interior una linterna naranja que le dio ese aire sobrenatural.
Se propusieron muchas soluciones a lo que un analista denominó «puzzle posmoderno inexplicable». La mayor parte de estas teorías son «totalmente locas», aunque algunas encontraron una notable similitud con la película El beso mortal de Robert Aldrich. En efecto, en esta película se inspiró Tarantino para el personaje de Butch Coolidge y en la misma está presente un maletín luminoso que contiene material radiactivo. Rápidamente se hizo popular entre el público la teoría según la cual el maletín contiene el alma de Marsellus Wallace. Para el investigador Paul Gormley, el maletín tiene ciertas conexiones que permiten interpretarlo como un símbolo de la violencia. Para Susan Fraiman, el contenido misterioso del maletín representa «la intimidad masculina, oculta y mistificada. Muy escondida y muy reclamada, esta dulzura relumbrante e indefinible está encerrada en una dura cubierta exterior. Incluso Jules, que quiere deshacerse de esta carga de sí, carga con este maletín hasta el final de la película».

#### Ezequiel 25:17
Antes de ejecutar a alguien, Jules Winnfield recita de manera ritual un pasaje que, según él, está extraído de la Biblia; concretamente del versículo 17 del capítulo 25 del Libro de Ezequiel. Este pasaje se escucha tres veces en la película: primero justo antes de que Jules asesine a Brett, luego volvemos a oír ese pasaje desde otro punto de vista y, finalmente, lo recita por última vez ante Pumpkin en la cafetería durante el Epílogo.
En la versión original en inglés, el final del pasaje es muy similar a la versión original de la Biblia del rey Jacobo, aunque el principio fue creado desde cero a partir de otras citas bíblicas. La principal fuente de inspiración para Tarantino fue Karate Kiba, una película japonesa de artes marciales donde Sonny Chiba pronuncia sentencias similares. Por otra parte, otro personaje interpretado por Chiba repite las mismas frases sobre cómo el mundo debe deshacerse del mal antes de acabar con el villano, en la serie de televisión Shadow Warriors. Además, un asesino tiene un tipo de discurso similar en Modesty Blaise, la novela de espionaje que Vincent Vega lee dos veces durante la película.
Según explica el propio Jules en el Epílogo de la película, él no ha hecho grandes reflexiones acerca del significado del pasaje, sino que sencillamente se lo recitaba a alguien antes de ejecutarlo. Sin embargo, en la misma escena, el personaje realiza por primera vez algunas reflexiones acerca del texto: a partir de los acontecimientos que le habían sucedido por la mañana y en los que de forma sorprendente había logrado sobrevivir concluye, finalmente, que se esfuerza «con toda la intensidad por ser el pastor». Empero, varios críticos han analizado el papel del pasaje y lo han relacionado de varias formas con la transformación del personaje de Jules y con el carácter posmoderno de Pulp Fiction. Para Gormley, a diferencia de otros personajes de la película, Jules Winnfield está «ligado a algo que está más allá de la simulación posmoderna... que se hace más notorio cuando deja de imitar a un bautista, ya que citaba el pasaje como broma antes de disparar a alguien». Adele Reinhartz, por su parte, sostiene que «la intensidad de la transformación de Jules» viene indicada en la manera en que pronuncia su discurso: «primero, es una figura majestuosa e impresionante, clamando la profecía con furia y autosatisfacción... la segunda vez, aparece como alguien totalmente diferente. Reflexiona de manera indudablemente posmoderna acerca del significado del pasaje y ofrece diferentes interpretaciones que se ajustan a su situación actual». En otro sentido, Mark Conard destaca el hecho de que, mientras Jules reflexiona sobre la cita, comienza a entrever que «se relaciona con un cuadro objetivo de valor y sentido que está ausente en su vida», en contraste con la representación de la cultura nihilista presente en la película. Por otra parte, Rosenbaum no encuentra tanto sentido en la reflexión final de Jules. Según él, «la revelación espiritual al final de Pulp Fiction, que Samuel L. Jackson interpreta admirablemente, no es más que una baratija abiertamente inspirada en las películas de kung-fu. La interpretación puede hacer que te sientas mejor, pero no te hará más sabio».

#### Baños y servicios
Los aseos y servicios ocupan una parte significativa de la trama de la película e implican a personajes que en distintos momentos tienen la necesidad de acudir a estos lugares. Este elemento no está tan presente en otras películas de Tarantino. En el Jack Rabbit Slim's, Mia Wallace va al baño de mujeres a «empolvarse la nariz». Butch Coolidge y Fabienne protagonizan una escena en el baño del motel, en la que él se ducha mientras ella se lava los dientes; a la mañana siguiente, Fabienne aparece de nuevo lavándose los dientes. Cuando Jules y Vincent recuperan el maletín en el apartamento de Brett y los muchachos, un cuarto joven se esconde en el servicio. Vincent y Jules utilizan asimismo el cuarto de baño de Jimmy, donde tienen una discusión a propósito de una toalla ensangrentada. Finalmente, Yolanda se ve sorprendida en el duelo a la mexicana cuando Vincent sale del baño.
Además, y como describen Peter y Will Brooker, este tipo de escenas acaban siendo las más significativas de la película. Vincent Vega va tres veces a los aseos durante la película y, al salir, se encuentra un mundo radicalmente transformado y sobre el cual planea la muerte. Esta amenaza se incrementa a medida que la trama avanza y se materializa finalmente la tercera vez. La primera vez que va al baño —la última según el orden de la película—, al salir del baño Vincent se encuentra en un atraco. La segunda vez acude al servicio para convencerse de no propasarse con Mia y, al volver al salón, se la encuentra con una sobredosis. Finalmente, la tercera vez se para a leer en el servicio del apartamento de Butch y es asesinado justo al salir. Para los Brooker, «vemos a través de Vincent el mundo contemporáneo como algo totalmente contingente, desastrosamente transformado mientras uno no mira».
Susan Fraiman encuentra especialmente relevante el hecho de que Vincent lee la novela de espionaje pulp Modesty Blaise en dos de estas escenas. Así, conecta con la tradicional visión ridiculizante de las mujeres como consumidoras de revistas y literatura de sofá. En su opinión, 

«al localizar la ficción popular en los retretes, Tarantino refuerza la asociación con la mierda, ya sugerida por una de las definiciones de pulp que abren la película, como una «sustancia blanda, pastosa y sin forma». Tenemos aquí entonces una serie de asociaciones despectivas —pulp, mujeres, mierda— que se lleva consigo no sólo a quienes producen esta ficción universal, sino también a sus consumidores masculinos. Sentado en el retrete con la novela, Vincent es feminizado tanto por su posición como por sus gustos. Además, está implícitamente infantilizado y homosexualizado y el resultado inevitable es que es fulminado por Butch con su metralleta. La asociación entre el destino de Vincent y sus hábitos de lectura está fuertemente enraizada en la mirada de Butch, que va lentamente desde el libro tirado en el suelo hasta el cadáver desplomado sobre el inodoro».
Susan Fraiman

 Sharon Willis, por su parte, sostiene una posición contraria. Ella estima que «el proyecto global de Tarantino es transformar la mierda en oro. Es una manera de asumir y reciclar la cultura popular, particularmente la de la infancia, que es tanto un hábito como un objetivo para Tarantino».

## Crítica
Henry Giroux, profesor y director del Waterbury Forum in Education and Cultural Studies de la Universidad de Pensilvania y uno de los teóricos de la pedagogía crítica, explica en su libro Cine y entretenimiento, elementos para una crítica política del film lo siguiente, entre otros argumentos:

[...] cómo Tarantino articula en esas películas una amoralidad que legitima la ideología neoconservadora de los años noventa, coherente con lo que Ruth Conniff ha llamado una cultura de la crueldad; es decir, el creciente desprecio de la sociedad norteamericana hacia los pobres, los que están privados de derechos civiles y los desheredados. Pulp Fiction se apropia del crimen y la violencia como una presencia cotidiana que convierte en cine popular pero, con ello, Tarantino produce una política racialmente codificada, culturalmente reaccionaria y una pedagogía que transforma la insensibilidad neoconservadora y el desprecio de las clases más bajas en una representación a la moda de la vanguardia artística.

En FilmAffinity está en el puesto número trece de las mejores películas de todos los tiempos, mientras que en IMDb está en el séptimo puesto. Forma parte de dos listas del American Film Institute: en el AFI's 10 Top 10 aparece en la categoría Películas de gánsteres, también está incluida en la AFI's 100 años... 100 películas (edición 10.º aniversario).

## Premios

### Óscar de 1994
| Categoría               | Receptor                        | Resultado |
| ----------------------- | ------------------------------- | --------- |
| Mejor película          | Lawrence Bender                 | Nominado  |
| Mejor dirección         | Quentin Tarantino               | Nominado  |
| Mejor actor             | John Travolta                   | Nominado  |
| Mejor actor de reparto  | Samuel L. Jackson               | Nominado  |
| Mejor actriz de reparto | Uma Thurman                     | Nominado  |
| Mejor guion original    | Quentin Tarantino y Roger Avary | Ganador   |
| Mejor montaje           | Sally Menke                     | Nominado  |

### Globo de Oro de 1994
| Categoría               | Receptor          | Resultado |
| ----------------------- | ----------------- | --------- |
| Mejor película - Drama  | Quentin Tarantino | Nominado  |
| Mejor director          | Quentin Tarantino | Nominado  |
| Mejor actor - Drama     | John Travolta     | Nominado  |
| Mejor actor de reparto  | Samuel L. Jackson | Nominado  |
| Mejor actriz de reparto | Uma Thurman       | Nominado  |
| Mejor guion             | Quentin Tarantino | Ganador   |

### BAFTA 1994
| Categoría              | Receptor                                                    | Resultado |
| ---------------------- | ----------------------------------------------------------- | --------- |
| Mejor película         | Quentin Tarantino                                           | Nominado  |
| Mejor director         | Quentin Tarantino                                           | Nominado  |
| Mejor actor            | John Travolta                                               | Nominado  |
| Mejor actriz           | Uma Thurman                                                 | Nominado  |
| Mejor actor de reparto | Samuel L. Jackson                                           | Ganador   |
| Mejor guion original   | Quentin Tarantino y Roger Avary                             | Ganador   |
| Mejor sonido           | Stephen Hunter Flick, Ken King, Rick Ash y Dean A. Zupancic | Nominado  |
| Mejor fotografía       | Andrzej Sekuła                                              | Nominado  |
| Mejor montaje          | Sally Menke                                                 | Nominado  |

### Festival Internacional de Cine de Cannes
| Año  | Categoría    | Receptor     | Resultado |
| ---- | ------------ | ------------ | --------- |
| 1994 | Palma de oro | Palma de oro | Ganadora  |

### Festival Internacional de Cine de Estocolmo
| Año  | Premio                            | Película     |
| ---- | --------------------------------- | ------------ |
| 1994 | Caballo de Bronce: Mejor Película | Pulp Fiction |

### Premio de la sociedad nacional de críticos de cine (NSFC)
| Año  | Categoría      | Receptor                      | Resultado |
| ---- | -------------- | ----------------------------- | --------- |
| 1994 | Mejor película | Mejor película                | Ganadora  |
| 1994 | Mejor director | Quentin Tarantino             | Ganador   |
| 1994 | Mejor Guion    | Quentin Tarantino Roger Avary | Ganadores |

## Banda sonora
El título del álbum es Music from the Motion Picture Pulp Fiction.
1. Misirlou - Dick Dale & His Del-Tones
2. Royale With Cheese - Diálogo Samuel L. Jackson y John Travolta
3. Jungle Boogie - Kool & The Gang
4. Let's Stay Together - Al Green
5. Bustin' Surfboards - The Tornadoes
6. Lonesome Town - Ricky Nelson
7. Son of a Preacher Man - Dusty Springfield
8. Bullwinkle Part II - The Centurians
9. You Never Can Tell - Chuck Berry
10. Girl, You'll Be a Woman Soon - Urge Overkill
11. If Love Is A Red Dress (Hang Me In Rags) - Maria McKee
12. Comanche - The Revels
13. Flowers On The Wall - The Statler Brothers
14. Personality Goes A Long Way - Diálogo John Travolta y Samuel L. Jackson
15. Surf Rider - The Lively Ones
16. Ezekiel 25:17 - Fragmento Samuel L. Jackson